# Elías Pierola Echevarri
Elías Pierola Echevarri (Almandoz, Navarra, 1944), més conegut com a Pierola II, fou un jugador professional de pilota basca a mà, en la posició de davanter.
Va debutar el 1945 a Ordizia i es retirà el 1965.

## Palmarés
- Campió per parelles: 1979.
- Subcampió per parelles: 1980.